# Efterladte historier
 Der er for få eller ingen kildehenvisninger i denne artikel, hvilket er et problem. Du kan hjælpe ved at angive troværdige kilder til de påstande, som fremføres i artiklen.

Efterladte historier (den fulde titel på engelsk er Unfinished Tales of Númenor and Middle-earth) af J.R.R. Tolkien, og hans søn, Christopher Tolkien, der samlede og redigerede de ufærdige historier, blev oversat til dansk i 2004.
| Bog | Spire Denne artikel om bøger og tidsskrifter er en spire som bør udbygges. Du er velkommen til at hjælpe Wikipedia ved at udvide den. |